# Philodromus luteovirescens
Philodromus luteovirescens är en spindelart som beskrevs av Arthur Urquhart 1893. Philodromus luteovirescens ingår i släktet Philodromus och familjen snabblöparspindlar.
Artens utbredningsområde är Tasmanien. Inga underarter finns listade i Catalogue of Life.